# Профессиональная сегрегация
Профессиональная сегрегация — распределение работников по профессиям и внутри профессий на основе демографических характеристик, чаще всего пола, а также на основе расовой и этнической сегрегации, сегрегации по признаку сексуальной ориентации. Эти демографические характеристики часто пересекаются.
Работа относится к фактической должности в фирме или отрасли, профессия представляет собой группу схожих работ, требующих схожих навыков и обязанностей. Многие профессии разделены внутри себя из-за различий в выполняемых работах. Профессиональная сегрегация сравнивает различные группы и их профессии в контексте всей рабочей силы. Ценность или престижность работы обычно не учитываются при измерениях.
Уровни профессиональной сегрегации различаются. Полная сегрегация имеет место тогда, когда в какой-либо профессии занята только одна группа. Идеальная интеграция происходит тогда, когда каждая группа занимает такую же долю позиций в профессии, как и в рабочей силе .
Профессиональная сегрегация происходит по горизонтали (между профессиями) или по вертикали (внутри иерархии профессий) и, скорее всего, вызвана гендерной дискриминацией (утверждение многих учёных, например, Библарц и др.) . Однако, в прошлом профессиональная сегрегация по признаку расы не была достаточно изучена. В связи с тем, что представители разных полов и разного расового/этнического происхождения сталкиваются с разными препятствиями, измерение профессиональной сегрегации является более тонким. В конечном итоге профессиональная сегрегация приводит к разрыву в оплате труда и потере возможностей для способных кандидатов, которых игнорируют из-за их пола и расы.

## В Соединённых Штатах

### Гендерные тенденции
За последнее столетие в Соединённых Штатах наблюдались стабильные показатели индекса сегрегации, измеряющие уровень профессиональной сегрегации на рынке труда. В 1970-х и 1980-х годах наблюдалось снижение профессиональной сегрегации, причиной которого были технологии, ускорившие и облегчившие уход за домом, что позволило большему количеству женщин выйти на рынок труда.

### Расовые тенденции
Данные о расовой сегрегации не так обширны и полны, как данные о половой сегрегации, хорошо изученной после 1990-х годов. Кроме того, хотя национальные тенденции легко проследить, они не всегда отражают тенденции в различных секторах. Некоторые регионы США более подвержены профессиональной сегрегации. Так, рабочая сила Юга была более расово сегрегирована, чем остальная часть Соединённых Штатов, по следующим причинам:
- из-за истории рабства
- законов Джима Кроу
- медленного перехода к индустриальной экономике .

Великая миграция (1910—1970) представляла собой перемещение афроамериканского населения с Юга на Север и смену сельскохозяйственных работ в промышленные. Великая депрессия в штатах (1929—1933) привела, в первую очередь, к увольнению афроамериканцев, что заставило их заняться индивидуальной трудовой деятельностью (работа по дому, портняжество, торговля в качестве владельцев магазинов). В 1940-х годах типы рабочих мест начали смещаться от промышленности к сфере услуг, а сельскохозяйственные работы облегчались машинами, не требующими большого количества рабочих рук. Этот сдвиг как создал новые рабочие места, так и вытеснил другие рабочие места. Расовая сегрегация начала снижаться после принятия Раздела VII Закона о гражданских правах 1964 года.
Чернокожие женщины с любым уровнем образования получают работу с более низкой заработной платой по сравнению с их белыми коллегами-женщинами с аналогичными навыками и уровнем образования, то есть исключительно из-за расовой сегрегации. Профессиональная сегрегация повлияла на:
- выбор работы для афроамериканских женщин
- зарплату афроамериканских женщин.

Согласно Equitable Growth, разрыв в оплате труда между чернокожими женщинами и белыми мужчинами максимально приближен к реальной дискриминации.
Расовые и гендерные различия в отрасли и профессиях, которые в совокупности называются сегрегацией на рабочем месте, объясняют наибольшую часть разрыва (28 процентов, или 10 центов на каждый доллар, заработанный белым мужчиной). Одной из главных причин, по которой профессиональная сегрегация является проблемой для чернокожих женщин, является расовое и этническое неравенство в доступе к высококачественным образовательным и финансовым ресурсам, что негативно сказывается на результатах обучения детей, а доступ к колледжам приводит к долгосрочным возможностям на рынке труда вместо высокооплачиваемой работы.

## Типы

### Пол
Гендерное разделение труда помогает объяснить иерархию власти по признаку гендерной идентичности, класса, расы, этнической принадлежности и сексуальной ориентации. Вкладом социалистических феминисток является концепция отчужденного труда и средств производства. Хайди Хартманподчеркивала гендерное разделение труда как патриархальный контроль над женским трудом. Уолли Саккомб предположил, что репродуктивные способности женщин должны рассматриваться как ценный источник труда или дохода. Движение «Заработная плата за домашнюю работу» в конце 1970-х годов продемонстрировало важность гендерного неравенства на рабочем месте. Социалистические феминистки критиковали эксплуатацию женского домашнего и репродуктивного труда без оплаты. «Второй сменой» называют для женщин уход за детьми и домом, когда они идут на оплачиваемую работу, а затем возвращаются домой.

#### Горизонтальная сегрегация
Горизонтальная сегрегация относится к различиям в количестве людей каждого пола, представленных в разных профессиях. Ожидается усиление горизонтальной сегрегации в результате постиндустриальной реструктуризации экономики (постиндустриального общества), в котором расширение сферы услуг потребует от многих домохозяек выхода на рынок труда. Для женщин, особенно матерей, сфера услуг привлекательна возможностью работать неполный рабочий день и иметь гибкий график, к сожалению, эти же возможности также наиболее доступны в низкооплачиваемых и непрестижных профессиях. Медсестёр и учителей часто представляют как женщин, а врачей и юристов — как мужчин, что является примером того, насколько глубоко укоренилась горизонтальная сегрегация в нашем обществе.

#### Вертикальная сегрегация
«Вертикальная сегрегация» — доминирование мужчин на должностях с самым высоким статусом как в традиционно мужских, так и в традиционно женских профессиях. Образно вертикальную сегрегацию описывают как поездку мужчин на «стеклянном эскалаторе», а женщины вынуждены наблюдать, как мужчины обгоняют их на пути к высшим должностям. Как правило, чем меньше профессиональная сегрегация в стране, тем меньше вертикальная сегрегация.
Сложность измерения вертикальной сегрегации по профессиям заключается в иерархии внутри отдельных профессий. Например, категория «Профессионалы в сфере образования» (категория в Австралийской стандартной классификации профессий, второе издание) подразделяется на «Школьные учителя», «Преподаватели университетского и профессионального образования» и «Прочие специалисты в сфере образования». Затем эти категории далее подразделяются на подкатегории. Хотя эти категории точно описывают разделения в образовании, они не сопоставимы с иерархическими категориями в других профессиях и, таким образом, делают сравнение уровней вертикальной сегрегации довольно сложным.

### Раса
У разных меньшинств есть разные факторы, влияющие на их сегрегацию. Азиаты в США являются наиболее сегрегированной группой на основе данных об общем распределении занятости, в то время как латиноамериканцы наиболее сегрегированы на местных рынках (согласно Алонсо-Виллар и др.). Азиаты сосредоточены как на низкооплачиваемых работах (операторы швейных машин, портные), так и на высокооплачиваемых работах (сфера медицины, компьютерной инженерии). Такой разброс может быть обусловлен тем, что в категории «азиаты» данные по разным этническим группам различаются, например, между выходцами из Юго-Восточной Азии и выходцами из Восточной Азии. Если исключить факторы характеристик человеческого капитала и географические переменные, то наиболее сегрегированными оказываются афроамериканцы и коренные американцы. В то время как азиаты и латиноамериканцы, как правило, подвергаются сегрегации из-за своих индивидуальных навыков и характеристик, чернокожие люди и коренные американцы, как правило, подвергаются безусловной сегрегации.
О сегрегации свидетельствует доля рабочих мест в Соединённых Штатах с преобладанием чернокожих мужчин (90 %). Избыточная представленность наблюдается на низкооплачиваемых должностях, в то время как недостаточная представленность наблюдается на высокооплачиваемых должностях. На рабочих местах с преобладанием чернокожих и латиноамериканских мужчин имеется тенденция  снижения оплаты труда со временем.

### Интерсекциональность
Интерсекциональность расы/этнической принадлежности и пола в профессиональной сегрегации— сложный образ дополнения этих двух факторов с созданием своих собственных уникальных наборов проблем. Между полами существуют предвзятые представления; когда же гендер ещё больше разделяется по расе и этнической принадлежности, стереотипы различаются ещё больше. Женщины подвергаются большей сегрегации, чем мужчины; однако сравнение представителей разных полов показывает, что среди мужчин существует более сильное расовое/этническое неравенство по сравнению с женщинами. На рабочих местах распределение испаноязычных, азиатских, афроамериканских и коренных американских женщин очень схоже. Тем не менее, на низкооплачиваемых должностях испаноязычные женщины представляют собой самую большую демографическую группу.

## Причины

### Индивидуальные предпочтения
Согласно Эли Гинзберга, когда дети начинают думать о работе, они открыты всем возможностям и не ограничены полом, расой или социальным положением. Окончательный выбор человеком профессии зависит от:
- его уровня образования
- ценности, придаваемой им различным профессиям
- его эмоций в ответ на окружающий мир
- ограничений, накладываемых окружающей средой. Взрослые выбирают работу, которая предполагает знакомую им рабочую среду, и которая, по их мнению, имеет ценность[12]. Хотя у людей разные предпочтения в отношении желаемой работы, общество и неравенство в сфере труда могут влиять на этот выбор[7].

Некоторые женщины самостоятельно отказываются от более высоких статусных должностей в пользу семьи. По словам Сары Дамаск, такой выбор часто делается из-за того, что высокие статусные должности не оставляют времени для тяжёлой домашней работы, которую многие женщины берут на себя из-за гендерного разделения труда в доме. В частности, женщины из рабочего класса иногда сами отказываются от более трудоёмких или высокостатусных должностей, чтобы сохранить традиционную гендерную иерархию и согласие в семье.
С точки зрения человеческого капитала мужчины чаще, чем женщины, предпочитают работу семейной жизни. Однако, согласно «Общему социальному исследованию» мужчины лишь немного реже, чем женщины, ценят короткий рабочий день, и предпочтения в отношении определённых характеристик работы зависят от возраста, образования, расы и других характеристик, а не от пола. Кроме того, другие исследования показали, что предпочтения и мужчин и женщин обусловлены работой, которую они занимаются в настоящем, и работой, которую они занимались в прошлом, а не связаны непосредственно с полом. Мужчины и женщины, занимающиеся схожими видами деятельности, имеют схожий уровень приверженности работе и демонстрируют другие схожие предпочтения.

### Различия в образовании
Меньшинства сталкиваются с языковым барьером. Многие иммигранты, приезжающие в Соединённые Штаты, являются выходцами из Азии или Латинской Америки и не говорят по-английски. Иммигранты могут сталкиваться с проблемой избыточного или недостаточного образования. Те, кто не владеет английским языком на высоком уровне, ограничены низкооплачиваемой работой, которая также не предъявляет высоких требований к навыкам, не связанным с языком. Поскольку работники из числа меньшинств, как правило, моложе (средний возраст работников из числа латиноамериканцев, коренных американцев, чернокожих и азиатов составляет 35, 38, 39 и 39 лет соответственно, по сравнению со средним возрастом белых людей, который составляет 42 года), у них меньше опыта, что делает их менее конкурентоспособными кандидатами.
Низкий уровень образования является причиной изоляции на рабочем месте коренных американцев и чернокожих. Расовые и этнические различия в уровнях образования считаются основным объяснением разрыва в оплате труда. Однако, при сравнении заработной платы между расами/этническими группами с одинаковым уровнем образования различия всё равно имеются, что позволяет предположить, что это не единственная причина существования разрыва в оплате труда. Уровень безработицы среди чернокожих мужчин, окончивших среднюю школу или бросивших её, в два раза превышает уровень безработицы среди их белых сверстников. Люди, принадлежащие к расовому/этническому меньшинству, будут иметь меньше шансов получить работу, независимо от их образования.
С точки зрения человеческого капитала профессиональный и экономический успех отдельного человека и группы может быть, по крайней мере, частично приписан накопленным способностям, развитым посредством формального и неформального образования и опыта. Разница в уровнях образования мужчин и женщин является причиной сохраняющейся профессиональной сегрегации. Более низкая зарплата женщин ранее оправдывалась меньшим уровнем образования. Однако, за последние 40 лет уровень образования женщин превзошел уровень образования мужчин. Существенную роль в профессиональной сегрегации играет нехватка женщин в области естественных наук и математики. Области STEM, как правило, являются каналами доступа к более высокооплачиваемым должностям. Таким образом, отсутствие женщин на более высокооплачиваемых должностях может быть отчасти связано с тем, что они не изучают естественные науки и математику в школе. Это можно увидеть в таких областях, как финансы, которые требуют большого объёма математики и являются очень популярной областью для тех, кто в конечном итоге достигает высоких статусных должностей в частном секторе. Этот выбор, как и другие, часто является личным предпочтением или обусловлен культурным представлением о том, что женщины не так хороши в математике, как мужчины.

### Различия в работе
Работодатели могут влиять на разницу в оплате труда женщин и представителей меньшинств тремя способами:
- распределяя их на низкооплачиваемые должности
- не выбирая женщин для продвижения по службе и ориентируя свой набор и рекламу на людей, которые не являются женщинами или представителями расовых меньшинств.
- систематически недооценивая их труд, применяя концепцию, известную как ценностная дискриминация. Для многих вакансий между моментом контакта и завершением подачи заявления одной из задач отдела кадров является направление кандидатов на определённые должности. Управление человеческими ресурсами может иметь место, когда эта роль используется для перевода женщин и представителей расовых меньшинств на рабочие места с более низкой заработной платой[7].

Мужчины, как правило, занимают более высокие должности, чем женщины, из-за разницы в опыте работы между полами. Разрыв между продолжительностью трудовой деятельности мужчин и женщин увеличивается с возрастом, а женщины, окончившие колледж, чаще, чем мужчины, прерывают свою карьеру, чтобы воспитывать детей. Это обусловлено гендерным разделением труда, при котором женщины в первую очередь отвечают за домашние обязанности.

### Стратегии поиска работы
По мнению социологов Хансона и Пратта, мужчины и женщины используют разные стратегии поиска работы, что играет роль в профессиональной сегрегации. Факторы формирования различных стратегий:
- властные отношения в семье
- гендерный характер общественной жизни и домашних обязанностей женщин. Последний фактор, в частности, заставляет женщин при поиске работы отдавать приоритет географической близости к месту оплачиваемой работы
- большинство людей находят работу посредством неформальных контактов. Гендерный характер социальной жизни приводит к тому, что у женщин связи имеют меньший географический охват, чем у мужчин. Выбор женщин определённых женских профессий которые имеют более низкий статус и низкую оплату, является результатом «жестких повседневных ограничений по времени», а не осознанного и долгосрочного выбора, который мог бы максимизировать оплату и престиж[27].

Жилые сообщества, состоящие из одного расового меньшинства в мегаполисах, как правило, формируют сети рабочих мест из-за изоляции от других рас, что имеет свои последствия. Положительные последствия: сети трудоустройства —лучший способ найти хорошие возможности трудоустройства. Отрицательные последствия формирования сети рабочих мест— не приводят к повышению заработной платы из-за неравного доступа к возможностям трудоустройства. Так, для меньшинств снижается конкуренция на рынках высокооплачиваемой работы и усиливается конкуренция на рынках низкооплачиваемой работы. Чернокожие и латиноамериканские мужчины, которые пользуются сетями, состоящими в основном из представителей их собственной расы, имеют более низкий уровень занятости, в то время как у белых мужчин уровень занятости будет выше. Кроме того, тем, кто иммигрирует нелегально, легче получить определённую низкооплачиваемую работу. Поскольку они часто налаживают связи внутри своего сообщества, эти рабочие места дополнительно концентрируются среди определённых расовых/этнических групп.

## Последствия

### Разрыв в оплате труда
Женщины, работающие на должностях, где преобладают женщины, платят за это два штрафа:
- средняя заработная плата на их рабочих местах ниже, чем на сопоставимых должностях с преобладанием мужчин
- зарплата меньше по сравнению с мужчинами на тех же должностях.

С 1980 года профессиональная сегрегация является крупнейшим фактором гендерного разрыва в оплате труда, на долю которого приходится более половины разрыва в оплате труда. В дополнение, на заработную плату женщин отрицательно влияет доля женщин на рабочем месте, но заработная плата мужчин не изменяется. Гипотеза скученности постулирует, что профессиональная сегрегация снижает заработки всех женщин в результате исключения женщин из преимущественно мужских профессий и сегрегации в ряд преимущественно женских профессий. Вытеснение женщин в определённые профессии делает эти профессии менее ценными как с точки зрения заработной платы, так и престижа.
Проблема скученности решается за счет макроизменений в профессиональной сегрегации. Когда для женщин открываются вакансии в бизнесе и других высокооплачиваемых профессиях, школьные советы вынуждены повышать зарплаты потенциальных учителей, чтобы привлечь кандидатов. Это пример того, как даже женщины в традиционно женских профессиях по-прежнему получают выгоду в плане заработной платы от гендерной интеграции рынка.
Разрыв в заработной плате начинается с момента приёма на работу. При назначении начальной зарплаты на фирме, средняя рыночная ставка заработной платы для женщин составляла 67 процентов от ставки заработной платы мужчин (исследование Пеннера). По сравнению с белыми людьми средняя рыночная ставка заработной платы для чернокожих, латиноамериканцев и азиатов составила 72, 84 и 90 процентов соответственно. Поскольку рыночные ставки заработной платы определяются заранее до того, как соискатели будут наняты, различия в рыночных зарплатах между каждой группой являются результатом профессиональной сегрегации.
В мегаполисах с высокой профессиональной сегрегацией менее образованные чернокожие, латиноамериканские и белые мужчины получали меньшую заработную плату (исследование Фон Локетта). В районах сегрегации у белых мужчин заработная плата была выше, а у чернокожих и латиноамериканцев — ниже, что указывает на возможность влияния социальных/трудовых связей на оплату труда.

### Упущенные возможности
Способности, которые могут предложить женщины и представители меньшинств, тратятся впустую из-за отведения им неподходящих ролей. Обладатели высокой квалификации не могут вносить вклад в «постоянно меняющуюся экономику труда», что приводит к снижению эффективности и разнообразия мышления. Чтобы активно не допускать чернокожих сотрудников на высокие должности, руководство часто назначает чернокожих руководителей на должности, которые являются более расовыми, например, должности, связанные с разнообразием, или должности по связям, которые связывают их с чернокожим сообществом.

## Измерение
Профессиональная сегрегация измеряется с помощью индекса Дункана (или индекса несходства), который служит мерой несходства между двумя распределениями.
Расчёт индекса Дункана (D):
{\displaystyle D=(1/2)\sum _{i=1}^{N}(m_{1}-w_{1})}
где N—число различных профессий
m 1 —процент мужчин, например: из 600 человек может быть 10 медсестер. Значение для профессии медбратьев-мужчин должно быть 10/600 или 0,0166.
w 1 — процент женщин. численность определённой демографической группы в данной профессии следует разделить на общую численность той же демографической группы во всех профессиях. 
Оценка 0 означает, что обе группы представлены одинаково, тогда как оценка 1 демонстрирует высокую концентрацию одной группы и неравномерное распределение между обеими группами. Число, полученное из этого уравнения, равно пропорциональной доле одной группы, которая должна изменить свое положение, чтобы наступило равенство.

## Решения

### Комиссия по равным возможностям трудоустройства
Раздел VII Закона о гражданских правах 1964 года был разработан для обеспечения правовой защиты женщин и меньшинств. Согласно этому разделу «дискриминация при трудоустройстве по признаку расы, цвета кожи, религии, пола или национального происхождения» является незаконной и контролируется Комиссией по равным возможностям при трудоустройстве.
Комиссия по равным возможностям трудоустройства (EEOC) работает над:
- рассмотрением жалоб на дискриминацию
- выявлением мест, где имеет место системная дискриминация.
- помощью жертве дискриминации в деле против дискриминации в отношении её компании, одновременно оказывая влияние на компании вокруг неё, заставляя их изменить свою политику и избежать возможных нарушений в будущем
- созданием прецедентов в суде в соответствии с Разделом VII.

Каждый частный работодатель, имеющий «более 100 сотрудников и государственных подрядчиков с более чем 50 сотрудниками и контрактами на сумму 50 000 долларов», согласно требованию Закона о гражданских правах 1964 года отчитывается в Комиссию по равным возможностям трудоустройства по девяти различным категориям, охватывающим расу, этническую принадлежность и пол сотрудников.
Заработная плата увеличивается по мере того, как Комиссия по равным возможностям при трудоустройстве (EEOC) взимает сборы с отрасли. За последние несколько десятилетий повышение заработной платы в ответ на поданный в суд иск было более значительным для чернокожих женщин, чем для белых женщин. Однако это может быть связано с тем, что чернокожие женщины подают больше заявлений о дискриминации. Подача заявлений о нарушениях, связанных с гендерной дискриминацией, работает эффективнее, чем подача исков о нарушениях, связанных с расовой дискриминацией.

### Программы разнообразия
Распространенные практики обеспечения разнообразия включают в себя планы позитивных действий, комитеты и целевые группы по вопросам разнообразия, менеджеров по вопросам разнообразия, обучение по вопросам разнообразия, оценки разнообразия для менеджеров, сетевые программы и программы наставничества. Разнообразию на рабочем месте не способствуют такие программы, как обучение разнообразию и оценка разнообразия (призваны положить конец управленческим стереотипам) . Многообразие умеренно увеличивалось благодаря программам, призванным помочь женщинам и представителям меньшинств расширить свои возможности, такие как сетевое взаимодействие или наставничество. Значительно эффективными оказались те программы, которые изменили структуру рабочих мест и возложили на них ответственность за изменения, например, планы позитивных действий, комитеты по вопросам разнообразия и должности сотрудников по вопросам разнообразия. Эти программы признают, что сегрегация носит системный характер и представляет собой нечто большее, чем просто индивидуальная предвзятость. Наибольшую выгоду от позитивной дискриминации получают белые женщины, а чернокожие женщины получают больше, чем чернокожие мужчины.
Из-за позитивной дискриминации люди могут считать женщин и меньшинства недостойными своего положения. Другими препятствиями для обучения разнообразию являются чувство вины белых и представления о том, что меньшинства пытаются получить над ними власть.

### Изменения в культуре
Одним из возможных решений проблемы профессиональной сегрегации могут быть культурные принципы гендерного равноправия или изменения традиционных гендерных норм, поскольку они снижают дискриминацию, влияют на самооценку женщин и поддерживают структурные изменения. Однако горизонтальная сегрегация более устойчива к изменениям, чем просто современное эгалитарное давление. Изменения норм усиливают профессиональную интеграцию, поскольку, как только люди видят женщин в традиционно мужских профессиях, их ожидания относительно женщин на рынке труда могут измениться одним из возможных решений проблемы профессиональной сегрегации.
Любая политика по сокращению профессионального неравенства, должна быть сосредоточена на культурных изменениях (согласно Хавеману и Бересфорду). Люди в Соединённых Штатах исторически склонны отвергать политику, которая поддерживает только одну группу (если только эта группа не они сами). Поэтому эффективная политика по ограничению профессиональной сегрегации должна быть направлена на обеспечение преимуществ для всех групп. Поэтому наиболее эффективной может оказаться политика, направленная на ограничение рабочего времени для наёмных работников или обязательное предоставление работодателем услуг по уходу за детьми на рабочем месте.
Профессиональная интеграция повышает долю женщин, принимающих важные решения, влияющие на профессиональную сегрегацию. Если рынок в целом станет менее сегрегированным, тем, кто принимает кадровые решения в традиционно женских профессиях, придется сделать рабочие места, даже более статусные, более привлекательными для женщин, чтобы удержать их. Например, школьным советам придётся назначать больше женщин на должности руководителей отделов и другие руководящие должности, чтобы сохранить женщин-работниц, тогда как ранее эти должности могли достаться мужчинам.